# Agonac
Agonac (trong tiếng Occitan Agonac) là một xã của Pháp, nằm ở tỉnh Dordogne trong vùng Aquitaine của Pháp. Xã này có diện tích 37,22 km2, dân số năm 2004 là 1553 người. Xã nằm ở khu vực có độ cao trung bình 120 m trên mực nước biển.

## Hành chính
| Danh sách các xã trưởng                |             |                        |                  |         |
| Giai đoạn                              | Giai đoạn   | Tên                    | Đảng             | Tư cách |
| 1989                                   | đương nhiệm | Jean-Claude Brouillaud | không chính thức | cadre   |
| Tất cả các dữ liệu trước đây không rõ. |             |                        |                  |         |

## Thông tin nhân khẩu
Nguồn: INSEE  và Cassini 
| 1793  | 1800  | 1806  | 1821  | 1831  | 1836  | 1841  | 1846  | 1851  |
| ----- | ----- | ----- | ----- | ----- | ----- | ----- | ----- | ----- |
| 1 516 | 1 555 | 1 538 | 1 541 | 1 739 | 1 672 | 1 719 | 1 714 | 1 586 |

| 1856  | 1861  | 1866  | 1872  | 1876  | 1881  | 1886  | 1891  | 1896  |
| ----- | ----- | ----- | ----- | ----- | ----- | ----- | ----- | ----- |
| 1 577 | 1 615 | 1 629 | 1 590 | 1 631 | 1 652 | 1 564 | 1 560 | 1 533 |

| 1901  | 1906  | 1911  | 1921  | 1926  | 1931  | 1936  | 1946  | 1954  |
| ----- | ----- | ----- | ----- | ----- | ----- | ----- | ----- | ----- |
| 1 452 | 1 435 | 1 404 | 1 300 | 1 329 | 1 276 | 1 278 | 1 301 | 1 236 |

| 1962                                         | 1968  | 1975  | 1982  | 1990  | 1999  | 2004  | - | - |
| -------------------------------------------- | ----- | ----- | ----- | ----- | ----- | ----- | - | - |
| 1 211                                        | 1 162 | 1 027 | 1 059 | 1 342 | 1 451 | 1 553 | - | - |
| Số liệu kể từ 1962 : dân số không tính trùng |       |       |       |       |       |       |   |   |